# Kilfenora
Kilfenora (en irlandais : Cill Fhionnúrach, signifiant « église de la colline fertile ou église au simple frontispice blanc ») est un petit village de 169 habitants du nord-ouest comté de Clare dans la province du Munster en Irlande. Le village se situe dans la partie au sud des Burren.
La cathédrale de Kilfenora, qui est partiellement en ruine, date du XIIe siècle. Elle a été dédiée à saint Fachanan (en) en 1189. Trois hautes-croix ont été récemment restaurées et sont maintenant placées dans le transept dont la toiture a été refaite. Parmi ces croix se trouve la Doorty Cross
C'est le village d'où est originaire le groupe irlandais de musique traditionnelle à danser The Kilfenora Céilí Band.
Le Burren Centre à Kilfenora est une entreprise coopérative locale présentant la flore locale, l'archéologie, et la géologie locale.